# Dichochrysa triangularis
Dichochrysa triangularis är en insektsart som beskrevs av C.-k. Yang och X.-x. Wang 1994. Dichochrysa triangularis ingår i släktet Dichochrysa och familjen guldögonsländor. Inga underarter finns listade i Catalogue of Life.